# Аргир (сын Мелуса)
Аргир — сын лангобардского героя Мелуса, один из лидеров лангобардского восстания против Византии, затем перешёл на сторону византийцев.

## Биография

### Лангобардский мятежник
После поражения отца в 1011 году юный Аргир и его мать были арестованы и отправлены в Константинополь. Только в 1038 году Аргир смог вернуться в Апулию. В 1040 году, воспользовавшись экспедицией византийской армии на Сицилию, лангобарды снова подняли восстание против Византии. Восставшим, в армии которых с марта 1041 года сражались норманны из Мельфи, удалось взять под контроль практически всю Апулию, за исключением «пятки» и города Трани. Первый номинальный лидер восставших, беневентский принц Атенульф, был уличён в закулисных переговорах с Византией и присвоении выкупа за пленного катапана. В связи с этим, восставшие в феврале 1042 года избрали своим лидером Аргира и короновали его в церкви святого Аполлинария в Бари.
Весной 1042 года Аргир столкнулся с вернувшимся византийским полководцем Георгием Маниаком, сумевшим вернуть под контроль Византии большую часть апулийского побережья. Но после того, как Георгий Маниак был отозван из Италии, восставшим вновь удалось потеснить византийцев. В этот момент, когда победа восставших казалась достижимой, Аргир неожиданно перешёл на сторону Византии.

### На службе Византии
Причины, по которым Аргир перешёл на сторону Византии, остаются неясными. По одной версии, он получил от императора Константина IX взятку и обещание поста катапана в будущем. По другой, Аргир увидел, что норманны представляют гораздо большую опасность для лангобардов, чем Византия, и решил предупредить удар. Последующие события в равной степени говорят в пользу обеих версий.
В течение последующих пятнадцати лет Аргир непрестанно с переменным успехом воевал с норманнами, а в 1051 году стал катапаном (наместником) и получил громкий титул герцога Италии, Калабрии, Сицилии и Пафлагонии. Папа Лев IX в это же время поставил своей целью изгнание норманнов, в которых он видел корень бед Италии. В связи с этим, Аргир предложил Константину IX возобновить римско-византийский союз, разорванный ещё в иконоборческую эпоху, чему воспротивился патриарх Михаил Керулларий. В июне 1053 года армия Аргира шла навстречу войску папы Льва IX, чтобы совместно уничтожить норманнов. Но графы Хэмфри Отвиль и Ричард Дренго опередили Аргира и разбили папу при Чивитате. Оказавшийся в норманнском плену Лев IX был вынужден ограничиться в переговорах с Византией посланиями и направлением в Константинополь легатов. Роль Аргира в последовавших событиях остаётся неясной. Легаты Льва IX, несомненно, посещали Аргира на пути в Константинополь и получали от него рекомендации. Но визит легатов вместо чаемого Аргиром союза привёл к окончательному разделению Церквей. Император Константин IX обвинил находившихся в столице родственников Аргира в пособничестве легатам. В 1057 году Аргир покинул Италию, и дальнейшую его судьбу проследить невозможно. В последующие смутные годы Византии было уже не до защиты своих итальянских владений, и уже в 1071 году пал последний византийский город в Италии Бари.